# 磷酸铕
磷酸铕是铕的一种磷酸盐，化学式 EuPO4。其它铕的磷酸盐包括磷酸铕(II)（Eu3(PO4)2）和磷酸铕(II,III)（Eu3Eu(PO4)3）。

## 制备
磷酸铕可以由氧化铕的溶胶凝胶方法而成。首先，将氧化铕溶解在等摩尔量的硝酸中，然后加入过量的10%磷酸。过程还需添加氨水以将pH调节至4并形成凝胶，然后用水洗涤并加热至1200 ℃一天。